# 單股反鏈病毒目
單股反鏈病毒目（學名：Mononegavirales，又稱单分子负链RNA病毒目），核糖核酸病毒的一種，下面有8个科。

## 單股反鏈病毒目
- 玻那病毒科 Bornaviridae
- 絲狀病毒科 Filoviridae
- 副黏液病毒科 Paramyxoviridae
  - 副黏液病毒亞科 Paramyxovirinae
- 肺病毒科 Pneumoviridae
- 炮彈病毒科 Rhabdoviruse